# مرمی الحجر
مرمی الحجر (به عربی: مرمی الحجر) یک روستا در سوریه است که در ناحیه مرکز جرابلس واقع شده‌است. مرمی الحجر ۱٬۸۱۸ نفر جمعیت دارد.